# Alina Dumitrescu
Œuvres principales
Le cimetière des abeilles (2016)
Alina Dumitrescu est une écrivaine de langue française née le 24 août 1960 à Moinești en République socialiste de Roumanie (aujourd’hui, la Roumanie). Elle émigre au Canada en 1988. Elle vit aujourd’hui à Montréal.

## Biographie

### Enfance et adolescence à Moinești
Alina Dumitrescu est élevée dans une relative aisance matérielle grâce à son père, Paul Dumitrescu, qui travaille dans une société d'exploitation pétrolière et à sa mère, Aneta Dumitrescu (née Pricop), qui dirige un atelier de couture. Sa famille appartient à une petite minorité protestante dans un pays orthodoxe et socialiste. Elle suit des cours de français et de piano, s'éveille à la littérature grâce à son frère, Romeo Dumitrescu, de 7 ans son aîné, qui lui refile ses livres. Élève turbulente mais douée, elle est dotée d’une capacité langagière hors du commun selon ses professeurs. Elle fait du théâtre, écrit des poèmes, joue au football, lit beaucoup. Elle est pionnière, chef de peloton, participe à la vie sociale. Elle passe ses étés à la campagne, chez sa tante et sa grand-mère maternelle, dans le petit village de Cucuieți où elle découvre les charmes des sous-bois, de la montagne, des abeilles et des odeurs.
Adolescente, elle apprend les ruses qui lui permettent, à elle et à ses proches, d’éviter les écueils de la police secrète (la Securitate), omniprésente, qui surveille tout, écoute les conversations téléphoniques et multiplie les interventions arbitraires. De quinze à dix-neuf ans, Alina Dumitrescu participe au « cénacle littéraire artistique Tristan Tzara » (en roumain : cenaclul literar artistic Tristan Tzara) fondé par quelques professeurs de son lycée. (Liceul de Cultură Generală, aujourd’hui Liceul Teoretic Spiru Haret). Ce sont des années d'effervescence et de formation intellectuelle.

### Émigration
Elle émigre à Montréal en 1988, un an avant la chute du régime communiste de Ceaușescu. Elle emmène avec elle son jeune fils. Ils retrouveront le mari et le père qui s’était enfui de Roumanie en 1985. Commence alors une longue période d’adaptation et surtout, la reprise des études, sa scolarité n’étant pas reconnue dans le pays d’accueil. Elle doit, à 28 ans, refaire son lycée (cégep) et son université. En quelques mois, elle parfait son français au point de participer au tout premier marathon d’écriture intercollégial et de remporter le second prix. Elle gagnera ex-æquo le second prix l’année suivante. Le couple ne survit pas à cette nouvelle vie. Alina Dumitrescu se remarie et a un deuxième fils en 1996. Mais la difficile adaptation et les conditions de vie précaires l’obligent à mettre de côté ses projets littéraires. Elle termine ses études universitaires. Elle se remet à l’écriture à la fin des années 1990.

### Littérature
Alina Dumitrescu décide d’écrire en français. Elle accomplit ainsi un rêve d’enfance. Avec Le cimetière des abeilles elle commence une œuvre singulière qui jette résolument sur le monde un regard poétique loin des fureurs de l’actualité.

## Œuvres
- Parallèles, poème publié dans Former des adultes en milieu multiethnique, de Monique Ouellette (Beauchemin, 1995).
- Marché central, récit publié dans XYZ La revue de la nouvelle, no 116, hiver 2013, p. 61-64[1]
- La cantine des pauvres, récit retenu dans la liste préliminaire des finalistes du concours Prix du récit, Radio-Canada, 2013
- Panopticon récit publié dans les cahiers littéraires Contre-jour (numéro 32, février 2014)
- Casting, récit publié dans Virages, la nouvelle en revue en Ontario (numéro 67, été 2014)
- Le cimetière des abeilles, récit (Triptyque, 2016)
  - Traduit en anglais par Katia Grubisic (en), A Cemetery for Bees, (Linda Leith Publishing, 2021)[2]

## Accueil de la critique
- Webzine culturel Info-culture.biz - Christiane Dubreuil : Le Cimetière des abeilles d’ Alina Dumitrescu, un récit que l’on ne termine qu’avec regret

« 
Le Cimetière des abeilles est une magnifique déclaration d’amour au français même si quelquefois, comme tous les amours, l’aimé se refuse et vous trahit. Une déclaration d’amour d’autant plus précieuse qu’elle vient d’une personne dont ce n’est pas la langue maternelle et qui sait le prix à payer pour la maîtriser. Ce récit est aussi un magnifique et rare hymne à la puissance de toutes les langues, celles qui construisent notre être, nous structurent, nous donnent une identité et au drame déstructurant que vivent les immigrants qui doivent délaisser la leur pour en prendre une autre : «…De ma mère je suis orpheline linguistique, de mes enfants endeuillés. Une situation inextricable, la langue qui se tarit faute d’être utilisée. Les souvenirs se tarissent aussi faute d’être revisités. La langue maternelle, devenue langue de la mère, deviendra entre nous langue morte. Nul autre cataclysme que celui de l’émigration… ».
 »
- Magazine Spirale — Guylaine Massoutre : Comme un écran de fumée, la langue[4]

« 
Lorsque, au départ de la narratrice pour Montréal, munie de ce précieux passeport dans lequel il est écrit en trois langues « citoyen roumain domicilié à l’étranger », de rapaces officiers roumains ont confisqué ses effets personnels − cadeaux de famille, bijoux, toutou d’enfant… −, l’offense du vol s’est ajoutée aux formalités absurdes et aux bakchichs épuisants de l’émigration. Ces extorsions et ces humiliations n’étaient pas issues de l’imagination de Tzara ou d’Ionesco ; c’était des trouvailles d’alcooliques, écrit Dumitrescu, et les mâles y établissaient leur domination. « Je rêve d’évasion, j’ai 12 ans », écrit-elle maintenant en français. Cet état de servitude ne préparait-il pas, une génération plus tard, la révolte des jeunes Roumains qu’on constate aujourd’hui ?
 »
- Le Devoir — Christian Desmeules : Soupirs de l’exil[5]

« 
En s’appuyant sur des rêves d’évasion — du village où elle a grandi, de la Roumanie verrouillée, de sa langue maternelle —, le récit est bien servi par un humour léger à travers lequel filtre aussi l’expérience d’avoir grandi dans un régime totalitaire. Au milieu de cette « France-en-Amérique » où elle vit aujourd’hui, Alina Dumitrescu lance un soupir en forme de bilan nostalgique où les pertes et les gains forment un drôle d’équilibre.
 »
- Levure littéraire — Felicia Mihali : Entretien avec Alina Dumitrescu[6]

« 
Le cimetière des abeilles a la grande qualité de ne pas tomber dans la vogue des lamentations sur le passé idyllique, ni dans le piège de l’inadaptabilité qui guette supposément les nouveaux arrivants. L’auteure trouve le juste mot pour parler des deux mondes qui se confrontent, oui! mais qui trouvent en fin de compte la manière de s’accommoder, de cohabiter. Elle trouve si poétiquement le liant entre les deux états d’âme, entre les deux dimensions physiques et spirituelles à travers le monde immuable des acquis culturels.
 »
- La recrue — Julien Hivon[7]

« 
Impossible de ne pas faire de parallèle avec le livre Rhapsodie québécoise du Hongrois Akos Verboczy. Dans ces récits d’immigrants, on retrouve de grands rêves, les difficultés administratives, les désillusions, mais surtout l’importance de la langue comme symbole d’appartenance à la société d’accueil.
 »
- Grégoire Delacourt — « En ces temps de guerre sans guerre »[8]

« 
Voici un texte admirable.
Un texte d’amour à la langue française, cette langue qui a poussé dans le cœur d’une petite roumaine – à cause de ses rêves de Paris, de Sorbonne et de quelques livres, une gamine qui fête ses huit ans le jour où les Russes envahissent Prague, qui grandit dans des mots bancals, que l’on doit taire ici, que l’on pourrait crier ailleurs.
Le Cimetière des abeilles est un magnifique récit d’un voyage extérieur, qui va la conduire, non pas à Paris puisque les frontières sont alors fermées, mais à Montréal où l’on parle un français ; et intérieur, à l’endroit même de cette langue nouvelle avec laquelle elle livre des bribes de souvenirs, des odeurs de thym, des douceurs de tricot et des langueurs de miel.
 »

## Accueil de la critique anglophone
- Webzine The Miramichi Reader — Alison Manley : A Cemetery for Bees by Alina Dumitrescu, Translated by Katia Grubisic[9]

## Distinctions
- Prix d’excellence, Étudiant sans frontières - ministère de l’Immigration du Québec (MRCI) (1991)
- Deuxième prix, Marathon d'écriture intercollégial - Cégep André-Laurendeau (1991 et 1992)
- Premier prix de rédaction (création) - Semaine du français, université de Montréal, (1993)
- Prix d’excellence - Relations interculturelles - Prix du doyen de la FEP de l’université de Montréal, (2009)
- Finaliste, Festival du Premier roman de Chambéry (2018) pour Le cimetière des abeilles
- Prix de la diversité, Metropolis bleu, Conseil des arts de Montréal (2018) pour Le cimetière des abeilles